# Кастејлијан Спрингс (Тенеси)
Кастејлијан Спрингс (енгл. Castalian Springs) насељено је место без административног статуса у америчкој савезној држави Тенеси.

## Демографија
По попису из 2010. године број становника је 556.
| Група             | 2000.    | 2010.       |
| Белци             | 0 (0,0%) | 513 (92,3%) |
| Афроамериканци    | 0 (0,0%) | 25 (4,5%)   |
| Азијати           | 0 (0,0%) | 5 (0,9%)    |
| Хиспаноамериканци | 0 (0,0%) | 7 (1,3%)    |
| Укупно            | 0        | 556         |